# Икономическа експанзия
Икономическа експанзия e увеличаване на нивото на икономическа активност, както и на стоките и услугите, които са на разположение в пазара. Това е период на икономически растеж, измерван с увеличаване на реалния БВП  Обяснението на такива флуктуации общата икономическа активност е от основен интерес за макроикономиката.
Обикновено икономическата експанзия е белязана от възход и увеличаване на продукцията и утилизацията на ресурсите. Икономическото възстановяване и просперитет са две последователни фази на експанзията. Това може да бъде породено от фактори, външни на икономиката, като метеорологични условия или техническа промяна, или от фактори вътрешни на икономиката като фискални политики, монетарни политики, възможността за кредитиране, лихвени нива, регулаторни политики или други фактори, влияещи върху продуктовото производство. Благоприятните международни и глобални условия могат да повлияят също така нивата на икономическа активност в множество страни.

## В бизнеса
Експанзия също така означава увеличаване на мащаба на една компания. Начините за такъв тип експанзия включват вътрешна експанзия и интеграция. Вътрешната експанзия означава, че компанията увеличава мащаба си, отваряйки нови клонове, създавайки и изобретявайки нови продукти или развивайки нов тип бизнес. Интеграция означава, че компанията увеличава мащаба си чрез придобиване на или сливане с други компании.
|  | Тази страница частично или изцяло представлява превод на страницата Economic expansion в Уикипедия на английски. Оригиналният текст, както и този превод, са защитени от Лиценза „Криейтив Комънс – Признание – Споделяне на споделеното“, а за съдържание, създадено преди юни 2009 година – от Лиценза за свободна документация на ГНУ. Прегледайте историята на редакциите на оригиналната страница, както и на преводната страница, за да видите списъка на съавторите. ВАЖНО: Този шаблон се отнася единствено до авторските права върху съдържанието на статията. Добавянето му не отменя изискването да се посочват конкретни източници на твърденията, които да бъдат благонадеждни. |